# Vaterpolski klub POŠK
Il Vaterpolski klub POŠK (abbreviazione di Pomorski športski klub) è stato un club croato di pallanuoto con sede a Spalato, fondato nel 1937.

## Storia
Il POŠK è diventato un grande nome nel mondo della pallanuoto soprattutto a partire dagli anni ottanta, durante i quali il titolo di campione jugoslavo è sfuggito in varie occasioni per pochi punti, in favore di Jug, Mladost, Partizan e Kotor. Il POŠK ha vinto la Coppa di Jugoslavia nel 1980 e nel 1983, aggiudicandosi anche la Coppa delle Coppe nel 1983 e 1984, quando ha conquistato anche la Supercoppa LEN. Disputò altre due finali europee, di Coppa delle Coppe nel 1979 e di Supercoppa LEN nel 1982.
Nel 1998 ha vinto il suo primo titolo nazionale. L'anno successivo vinse la sua prima Coppa dei Campioni, la finale fu vinta per 8-7 contro il Becej e si giocò alla Piscina Felice Scandone di Napoli. Nel 2010 il club ha cessato la sua attività a causa del fallimento economico, sparendo definitivamente. Per dare continuità alla storia della società ne è stata fondata una nuova, l'Omladinski vaterpolski klub POŠK che, tuttavia, non detiene i diritti legali dell'estinto VK POŠK.

## Tesserati celebri

### Giocatori
- Milivoj Bebić, il miglior giocatore del mondo negli anni '80
- Deni Lušić
- Damir Polić
- Željko Kaurloto, il miglior marcatore del campionato italiano di pallanuoto di tutti i tempi (121 gol in un anno)
- Renato Živković
- Ante Bratić
- Teo Đogaš
- Petar Muslim
- Ivan Gabrilo
- Branko Jovanović (padre di Goran Fiorentini e Deni Fiorentini[1]).
- Tino Vegar

### Allenatori
- Vlaho Asić
- Momo Ćurković
- Neven Kovačević
- Dragan Matutinović

## Palmarès

### Trofei nazionali
- Campionato croato: 1

1997-98
- Coppa di Jugoslavia: 2

1979-80, 1982-83
- Kup Hrvatske: 1

1999-00

### Trofei internazionali
- Eurolega: 1

1998-99
- Coppa delle Coppe: 2

1981-82, 1983-84
- Supercoppa LEN: 1

1984
- Coppa COMEN: 3

1984, 1985, 1986

### Trofei femminili
- Campionato croato: 3

2001, 2002, 2003